# Olivier Bellin
Olivier Bellin, né le 8 août 1971 à Quimper, est un chef cuisinier français ayant deux étoiles au Guide Michelin pour l'Auberge des Glazicks à Plomodiern, village situé entre Quimper et Brest dans le Finistère.

## Biographie
Ancien élève du lycée professionnel « Le Paraclet » de Quimper, Olivier Bellin a travaillé entre 1995 et 1996 au côté de Joël Robuchon, à Paris, en tant que commis garniture puis chef rôtisseur. Il retourne en Bretagne à La Roche-Bernard dans les cuisines de Jacques Thorel. Dans cet établissement, alors 2 étoiles au Guide Michelin, il apprend à gérer une entreprise.
Il transforme l'auberge de ses parents, alors simple restaurant ouvrier, en restaurant gastronomique. Au fil du temps, et grâce au soutien d'Alain Ducasse qui l'invite à participer au concept Food France, il parvient à se faire connaitre et à développer sa cuisine. En 2005, il obtient sa première étoile.
En 2007, le Guide Champérard, puis le Pudlowsky lui décerne le prix du jeune talent français.
L'édition 2009 du Gault et Millau décerne 4 toques et 17/20 à l'Auberge des Glazicks. Cette récompense fait entrer Olivier dans les 60 meilleures tables françaises. En 2010, le Guide Michelin lui attribue une deuxième étoile.
En 2016, il élabore le menu du Mersea, un restaurant rapide haut de gamme situé à Paris qui propose une déclinaison de recettes autour de l'univers de la mer.

## Récompenses
- 2001 - Second prix culinaire international Pierre TAITTINGER
- 2005 - Première étoile au Guide Michelin
- 2007 - Jeune chef de l'année - Guide Champérard
- 2007 - Jeune chef de l'année - Guide Pudlowsky
- 2009 - 17/20 et 4 toques au Gault Millau
- 2010 - Deuxième étoile au Guide Michelin  et Gault Millau d'Or
- 2011 - Chef de l'année - Guide Champérard

## Distinction
- 2011 - Chevalier des Arts et des Lettres

## Ouvrages publiés
- 2007 - Saveur blé noir en Finistère, Collection « Carnet de chef », Romain Pages Éditions, Sommières
- 2008 - Écailles et coquilles, Poissons & crustacés, Romain Pages Éditions, Sommières
- 2010 - Bretagne, Romain Pages Éditions